# Sandy Cohen
Sanford "Sandy" Cohen (1963), gespeeld door Peter Gallagher, is een personage uit de televisieserie The O.C..
Sandy, zoon van Sophie Cohen, is een advocaat en is getrouwd met Kirsten Cohen. Hun enige zoon, Seth, is een buitenbeentje. Hij was de advocaat van Ryan Atwood en adopteerde hem, toen hij zag hoe slecht het met hem ging. Later nam hij de zaak, de Newport Group, van zijn schoonvader Caleb Nichol over.

## Seizoen 1
Sandy heeft een erg stabiel huwelijk met zijn vrouw Kirsten. Toch komen er grote problemen voorbij. In seizoen één wordt Sandy jaloers op Jimmy Cooper, Sandy's vriend die wel erg vaak met Kirsten omgaat.

## Seizoen 2
Rebecca Bloom, Sandy's oude vlam, keert terug in zijn leven, waardoor het huwelijk ook in gevaar wordt gebracht. Kirsten ontwikkelde door de afstandelijke relatie die ze nu met Sandy had een alcoholprobleem. Ook kreeg ze bijna een affaire met Carter Buckley.
Doordat Carter verdween voor een andere baan, en Caleb kwam te overlijden, liep Kirsten's alcoholprobleem overduidelijk uit de hand en ze werd gedwongen af te kicken.

## Seizoen 3
Nadat Kirsten terugkeert van haar afkickperiode, probeert Sandy de relatie met Kirsten weer op te pakken. Als hij de Newport Group overneemt, verandert hij, en drijft hiermee Kirsten tot wanhoop. Kirsten is zelfs bang dat ze weer een alcoholverslaving krijgt. Als Sandy dit doorkrijgt, stopt hij onmiddellijk met werken, en gaat weer terug naar zijn oude plek, het advocaten kantoor